# Edelmannův palác
Edelmannův palác je renesanční měšťanský dům palácovitého typu na olomouckém Horním náměstí č. 367/5, který si zde nechal postavit Václav Edelmann z Brosdorfu. Svého času byl také sídlem velitele olomoucké pevnosti a později zde sídlil starosta a rada města Olomouce, kromě toho sloužil i kulturním potřebám. Od roku 1958 je Edelmannův palác památkově chráněná budova.

## Historie
Stavba vznikla někdy po roce 1572, kdy bohatý olomoucký měšťan a purkmistr Václav Edelmann z Brosdorfu koupil dva staré domy, které nechal zbourat a na uvolněných parcelách začal s výstavbou nové rodové rezidence. Datum dokončení není známo, nejzazší možností je rok 1586,  kdy za Václava Edelmanna ml. došlo k polepšení rodinného znaku: na portále domu je znak Edelmannů ještě před jeho polepšením.

Vzhledem k postupnému úpadku rodu Edelmannů v 16. století byl Václav Edelmann, v pořadí již třetí, okolnostmi donucen prodat palác roku 1600 Sigmundu Willenbergerovi. Během 17. století prošel dům rukama několika majitelů (např. hrabata ze Žampachu, hrabata z Appersdorfu, hrabata z Proskova), až byl konečně roku 1719 zakoupen městem, které dům nechalo několikrát přestavět. V letech 1850–1853 byl na parcele za palácem přistavěn třítraktový objekt směrem ke kostelu sv. Mořice pro provoz dočasně přemístěné radnice. Největší změny byly realizovány ve 2. polovině 19. století, kdy kromě úprav interiérů byla provedena historizující neorenesanční úprava průčelí. V letech 1869–1871 byly uzavřeny i původní arkády v průčelí a v nich prolomena obdélná okna. Autor restaurace František Kottas se inspiroval florentskou renesancí  15. století. Respektoval původní lodžii a portál ale vše ostatní podřídil jednotícímu záměru restaurace směřující k novorenesanci. V letech 1935–1936 pak bylo upraveno přízemí na obchodní prostory a obnovena pasáž ke kostelu. V 80. letech 20. století byl rekonstruován mázhaus a výlohy obchodů dostaly půlkruhové záklenky. 

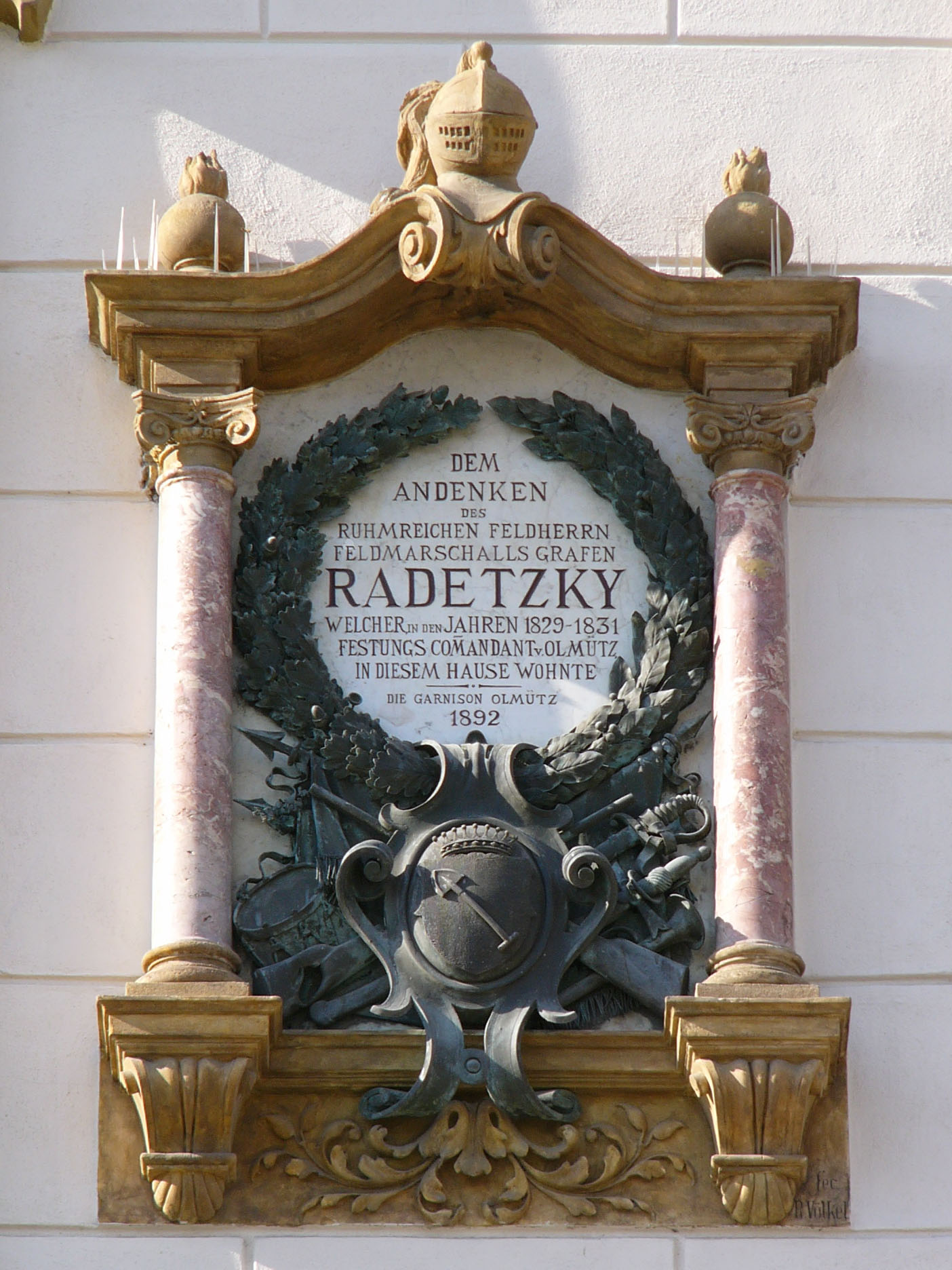
Pamětní deska připomínající polního maršála Radeckého umístěná sem roku 1892

Od roku 1816 byl palác obydlím velitele olomoucké pevnosti a v letech 1829–1831 zde bydlel polní maršálek Jan Radecký z Radče. V letech 1850–1904 zde pak sídlila správa města, protože radnice v tu dobu sloužila justičním potřebám. Edelmannův palác zvaný v 19. století též Obecní dům měl i kulturní funkce, byl zde nejdříve koncertní sál pro Collegium musicum, pak galerie, knihkupectví nebo první stálé olomoucké kino.
Ve druhé polovině 20. století v budově mělo sídlo ředitelství státního podniku Kniha. Po sametové revoluci dům zůstal v majetku města. Olomoucký magistrát pronajímá kanceláře různým podnikatelským subjektům, v přízemí je několik prodejen. 

## Popis
Řadový dvoupatrový dům s renesančním průčelím obráceným do náměstí. Plocha průčelí je rozdělena na tři svislá pole se dvěma řadami sdružených oken, ve středním jsou zazděné arkády s reliéfní výzdobou na parapetech. Mezi okny v 1. patře je na zdi vsazena pamětní deska, připomínající pobyt maršála Radeckého. Třetí řada menších oken je lemovaná plochou profilovanou šambránou se sloupkem uprostřed, bez renesančních detailů. Průčelí ukončuje předsazená konzolová římsa, posazená na akantových klenácích.  V přízemí se zachoval hlavní renesanční portál s Edelmannovým erbem, kterým se vchází do valeně zaklenutého mázhauzu s monumentálním vstupním schodištěm do vyšších pater. Přes mázhauz pokračuje průchod do zadní části objektu s klasicistní fasádou, který ústí na Mořické náměstí. Ve střední části byl druhotně osazen renesanční kamenný portál z objektu na Horním nám. 2.

## Reliéfy
Vlivem pozdějších úprav se z původního interiéru domu zachovaly jen některé detaily, které dokládají slavnostní ráz přízemí i prvního patra. Jedná se např. o geometrizující renesanční patky v ústřední síni patra, které bylo původně otevřené dvoutraktovou lodžií do náměstí. Zachováno ale zůstalo celé kamenické průčelí, provedené podle nedávných zjištění Michalem Kromerem nebo jeho dílnou. Ve střední části domu, ve dvou patrech někdejších lodžií se nacházejí dvě řady kamenných reliéfů s křesťanskými ctnostmi, hrdinnými postavami a motivy ze Starého a Nového zákona. Reliéfy ve stylobatech zachycují (v pořadí zleva doprava, větší reliéfy zde označeny číslem):
Horní řada
- Lukrécii vrážející si dýku do prsou
- Lota a jeho dcery (1.)
- Narození Páně (2.)
- blíže neurčeného římského vojína
- Krista a Samaritánku (3.)
- Adama a Evu v ráji (4.)
- Júditu s mečem a s uťatou hlavou Holofernovou

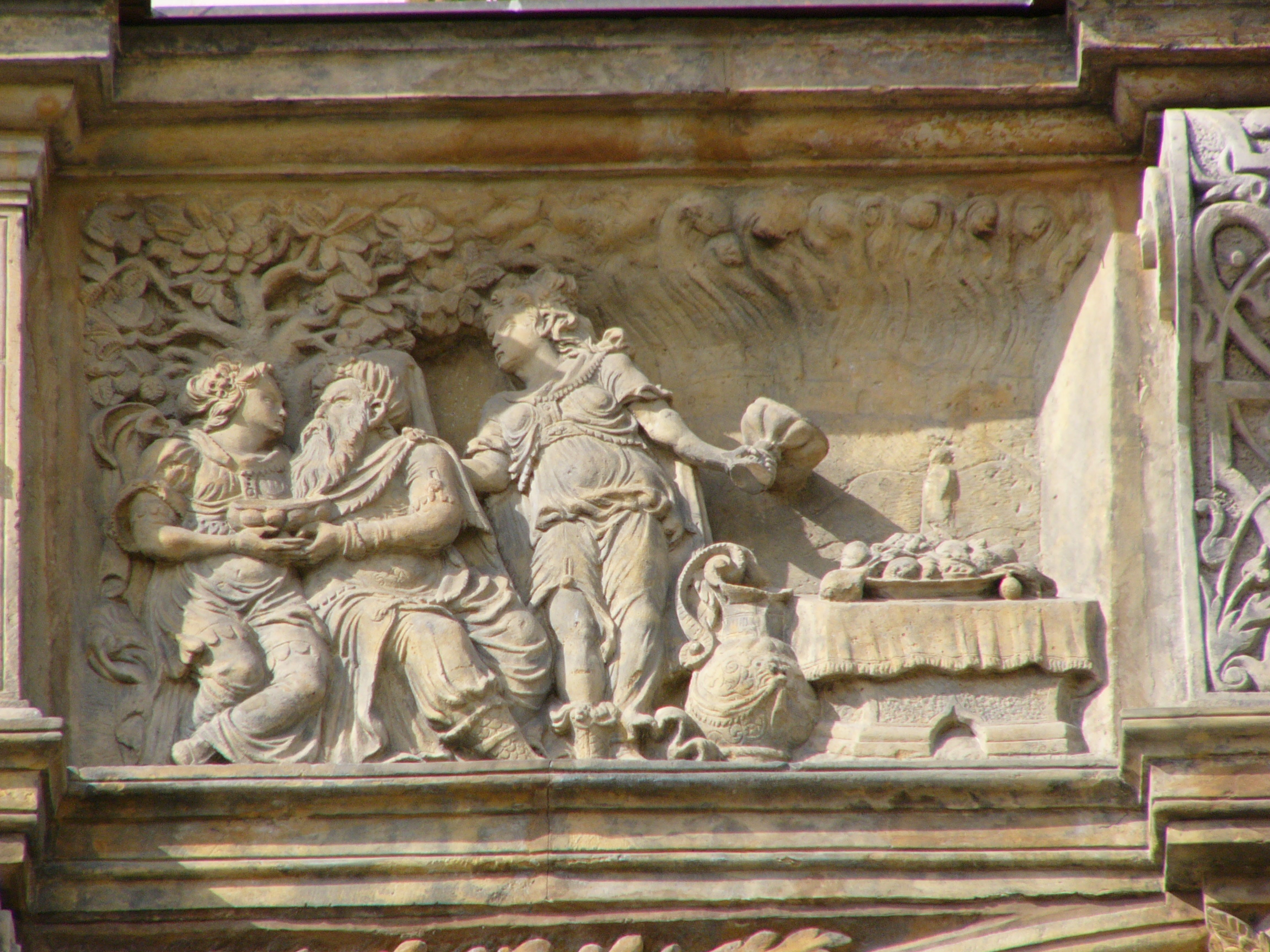
1. Lot
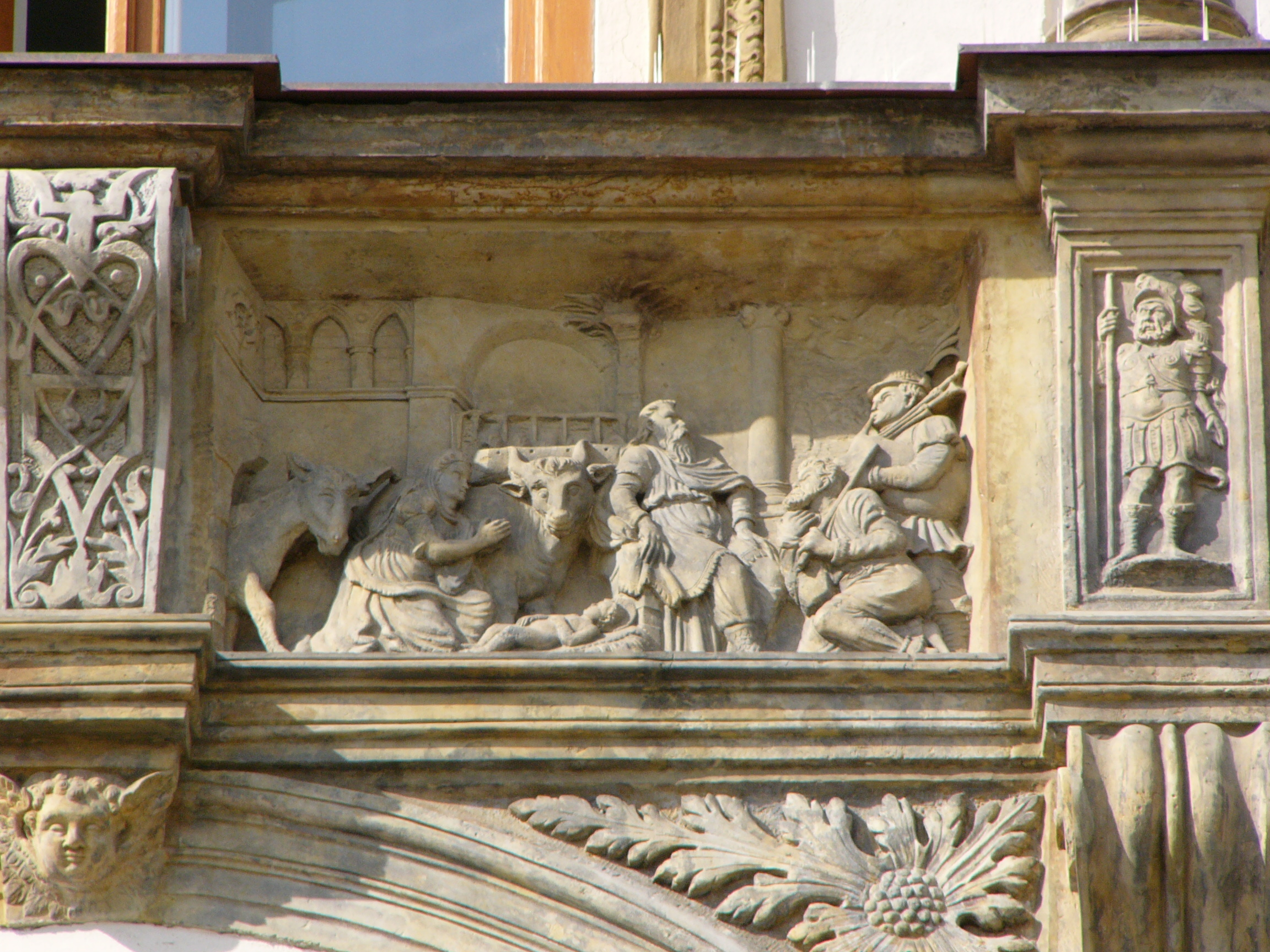
2. Narození Páně
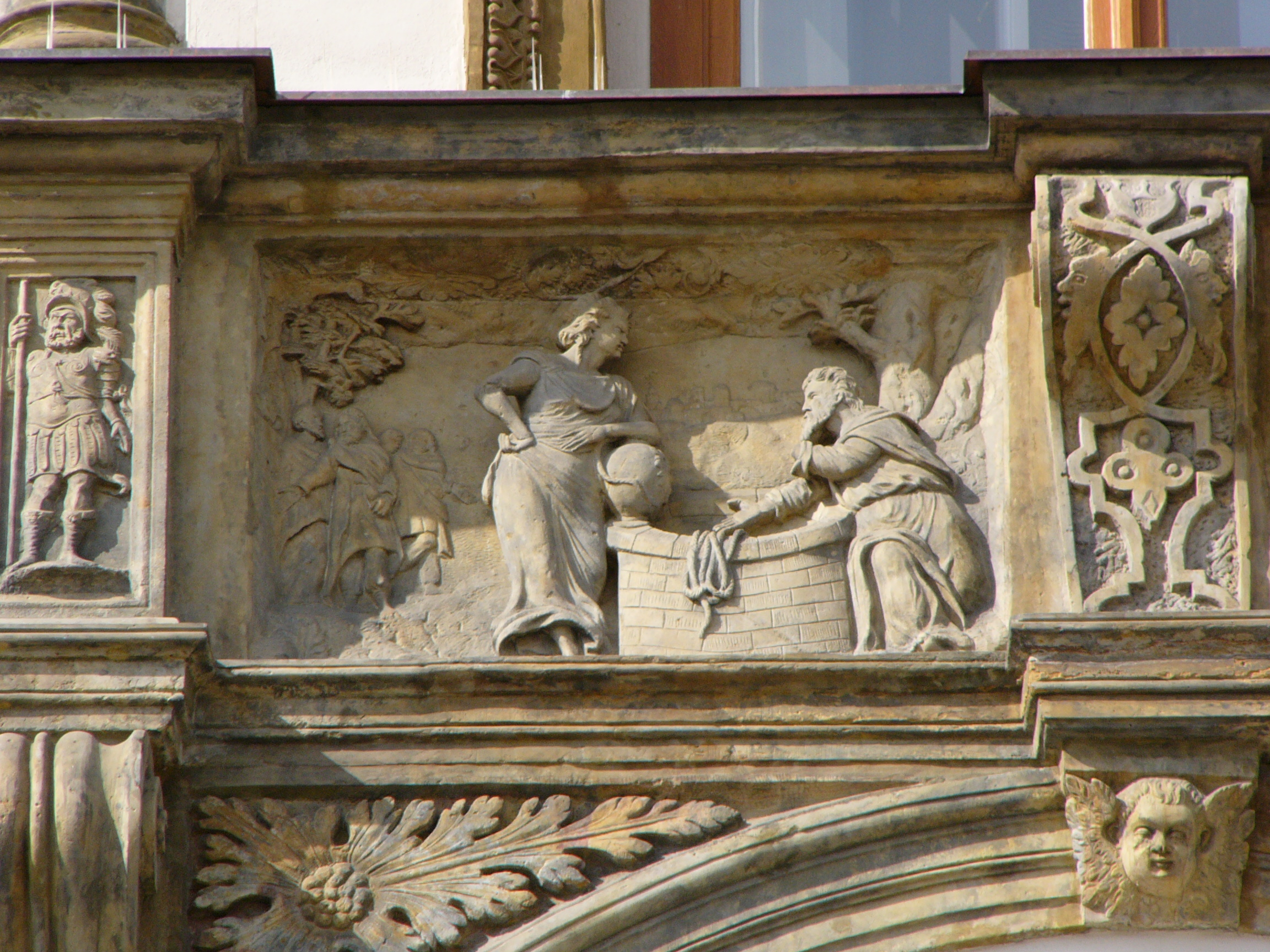
3. Kristus a Samaritánka
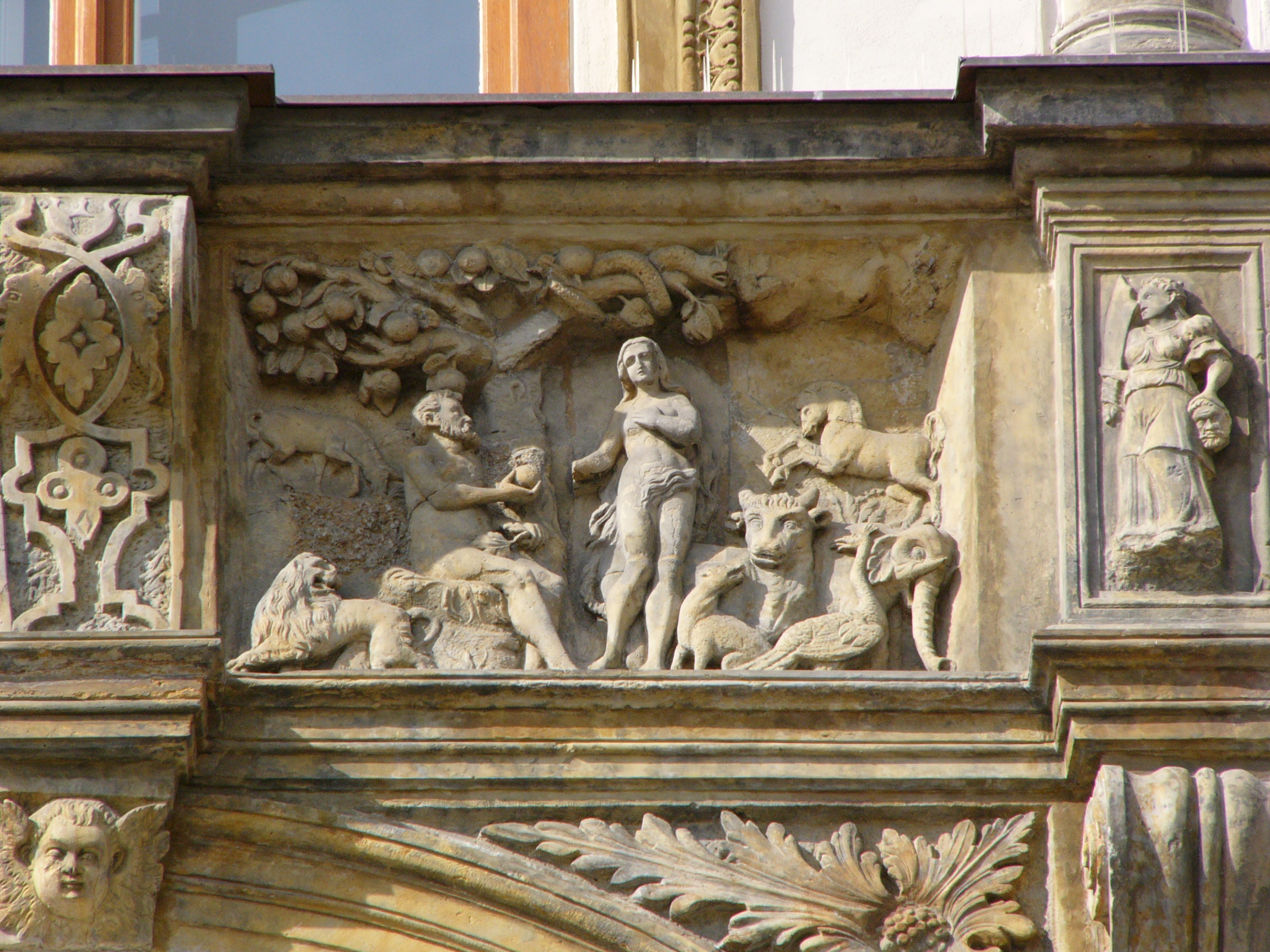
4. Reliéf Adam a Eva v ráji a Júdita s mečem a s uťatou hlavou Holofernovou

Dolní řada
- alegorii Naděje
- oběť Abrahámovu (5.)
- Šalomounův soud (6.)
- alegorii Lásky s dvěma dětmi
- Krista a kananejskou ženu (7.)
- Krista s Jajrem a krvácející ženou (8.)
- alegorii Víry s křížem a kalichem

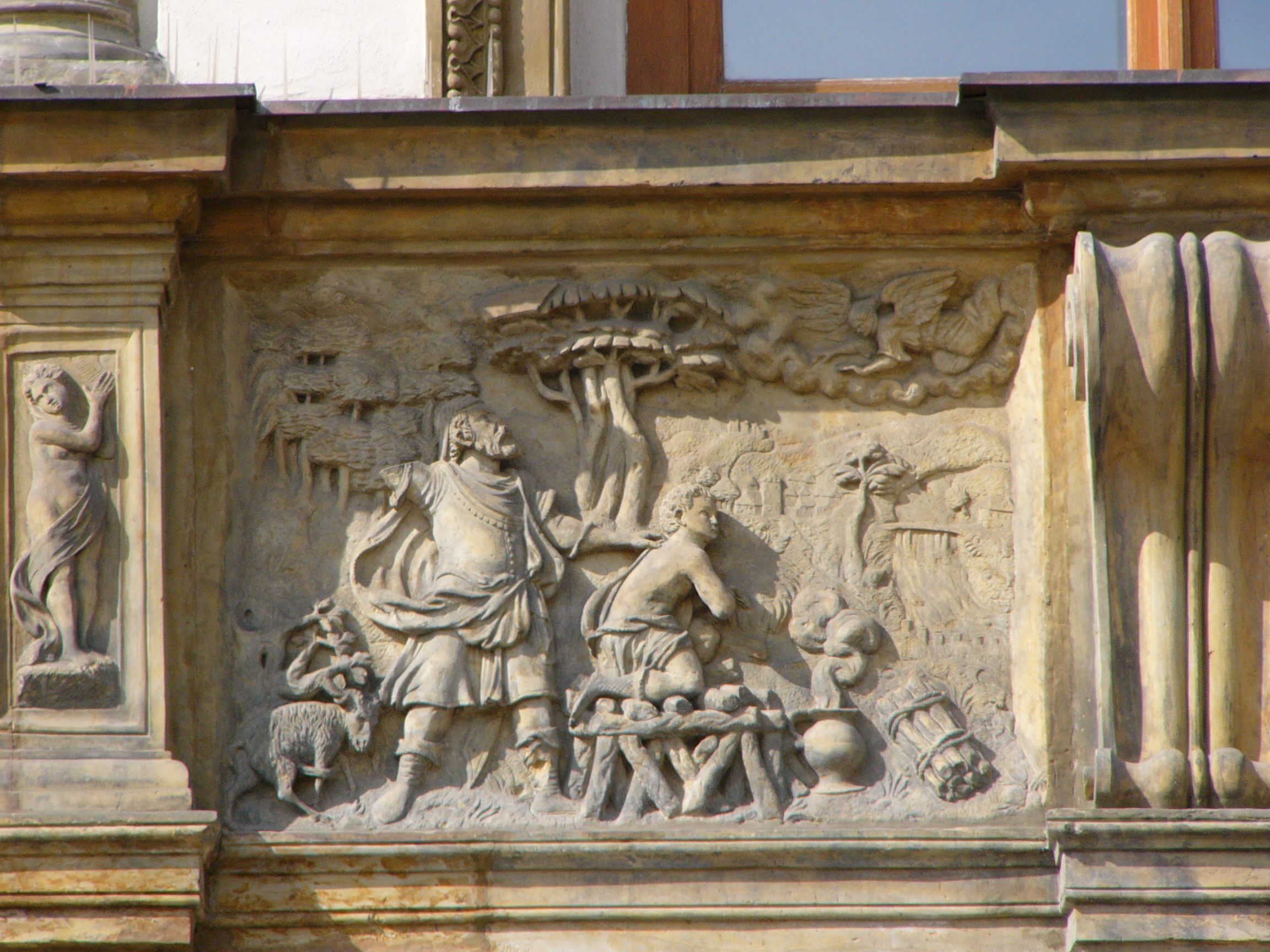
5. Oběť Abrahámova
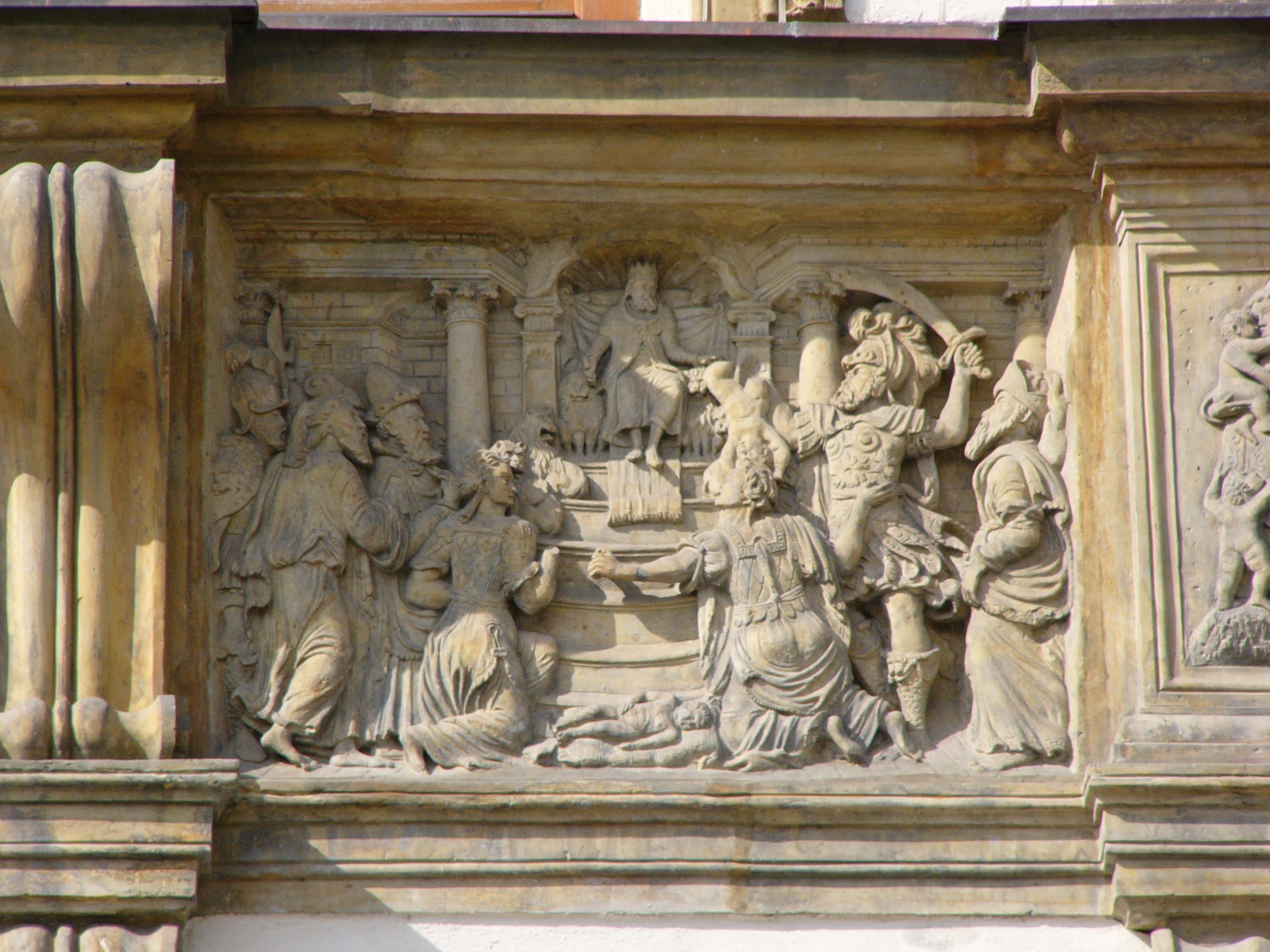
6. Šalomounův soud
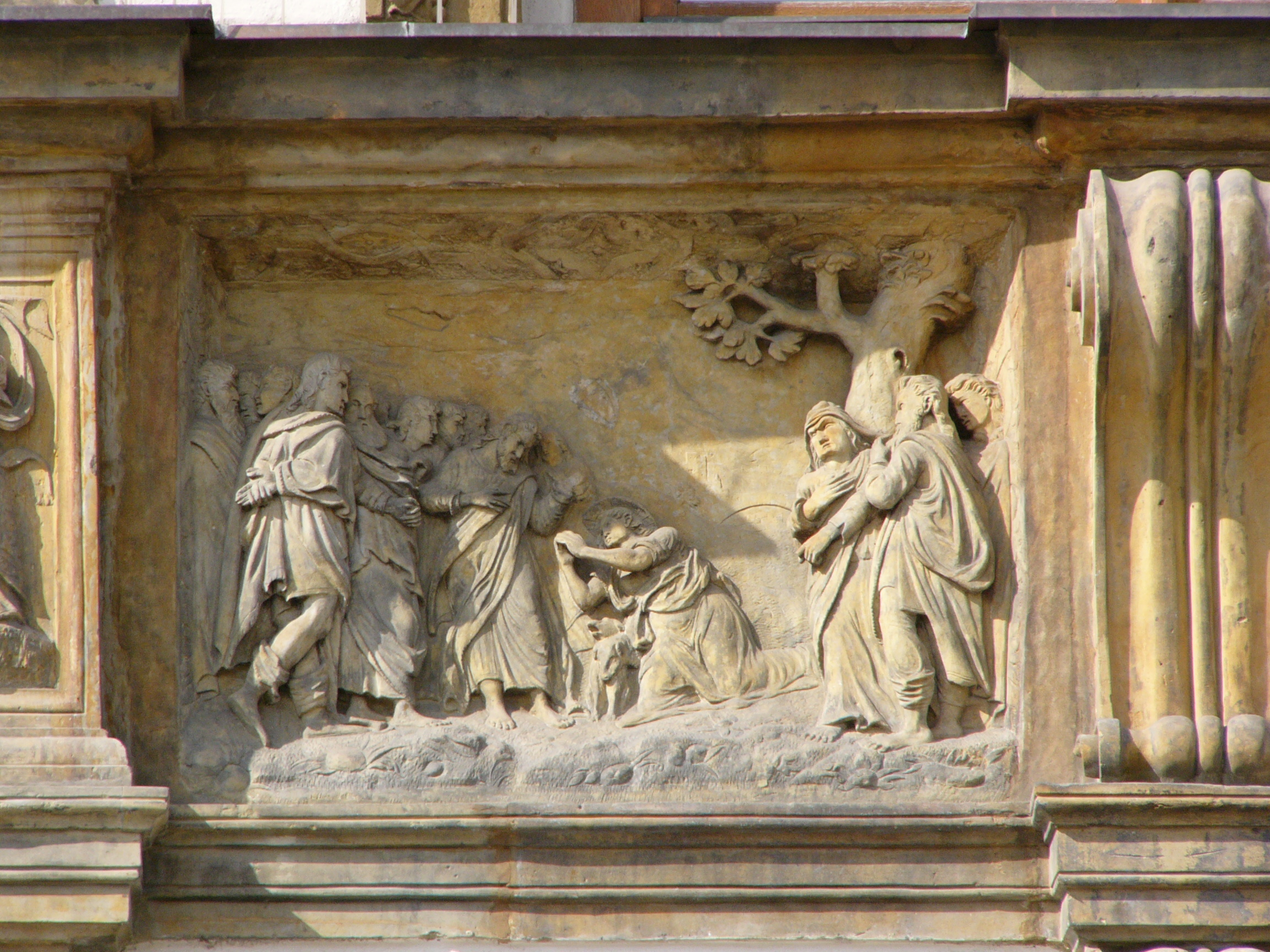
7. Kristus a kananejská žena
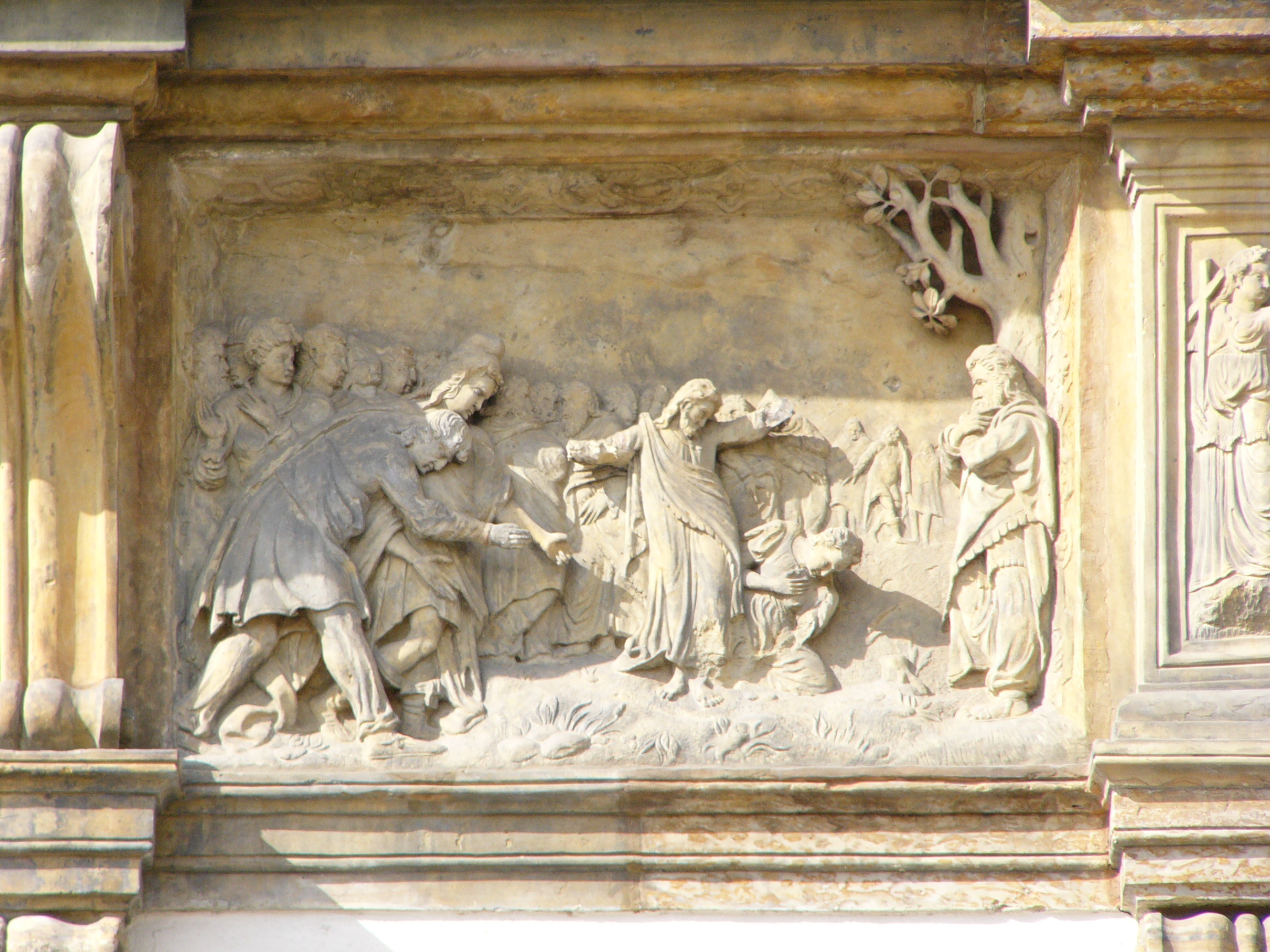
8. Kristus s Jajrem a krvácející ženou

Tyto reliéfy se zřetelně inspirují a často přímo kopírují ilustrace Johanna Bocksbergra ml., které rozmnožil technikou dřevorytu Holanďan Jost Amman a které vyšly poprvé roku 1564 ve Frankfurtu nad Mohanem. Dalším zdrojem inspirace byla šestidílná kompozice ze života Kristova, kterou podle kreseb Antonia Blocklandta vytvořil technikou mědirytu jiný Holanďan Philippus Galle. Co se týče kamenických prací, dosud zůstává nevyjasněna otázka autorství. Dříve se za tvůrce plastik označoval Jiří Gialdi, sochař italského původu působící na Moravě. Dnes se spíše uvažuje o účasti více kameníků-sochařů severoněmeckého školení.

## Galerie

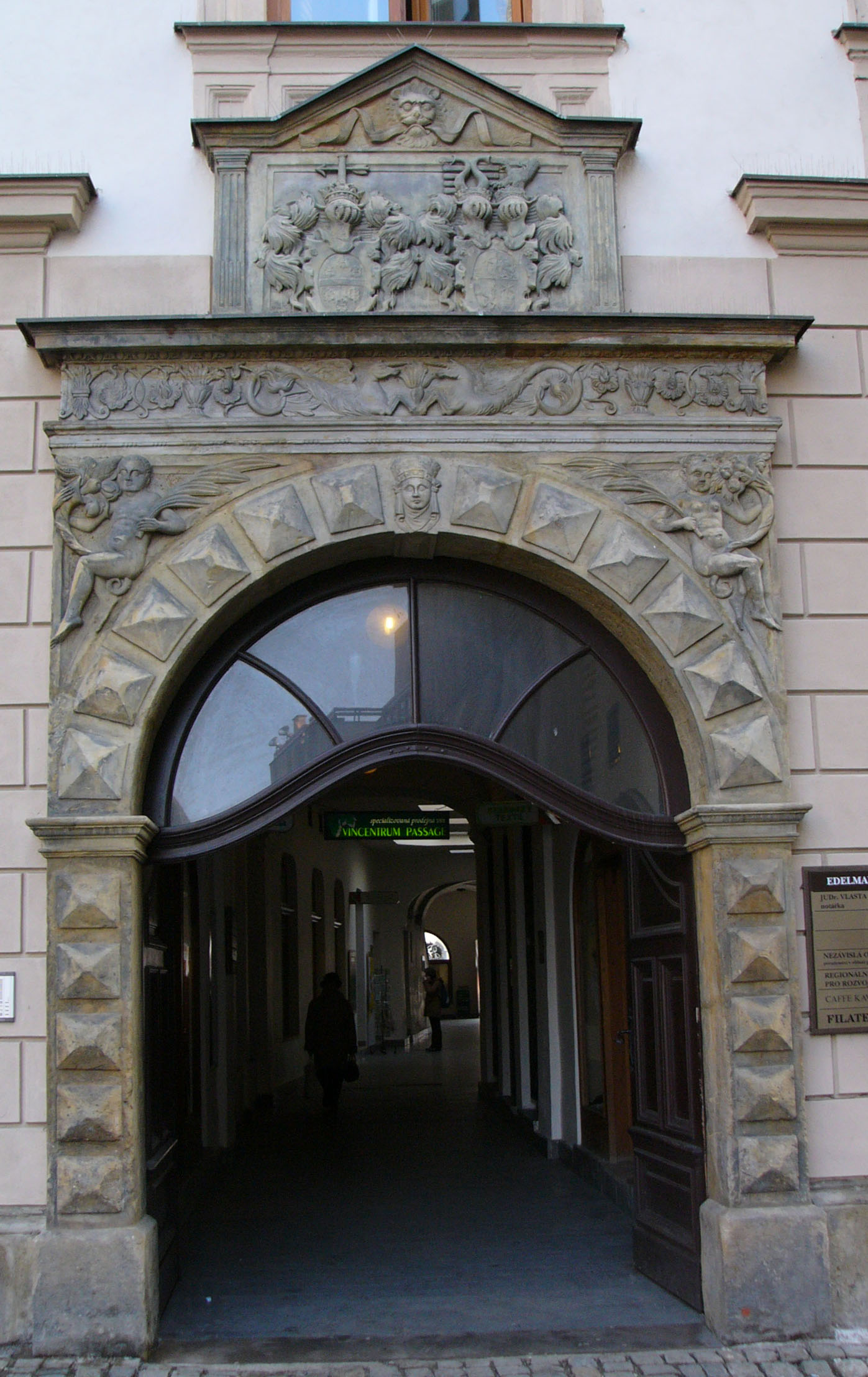
Renesanční portál v Úzké ulici z konce 16. století, který sem byl v letech 1852–1853 přenesen z domu na Horním náměstí č. 2
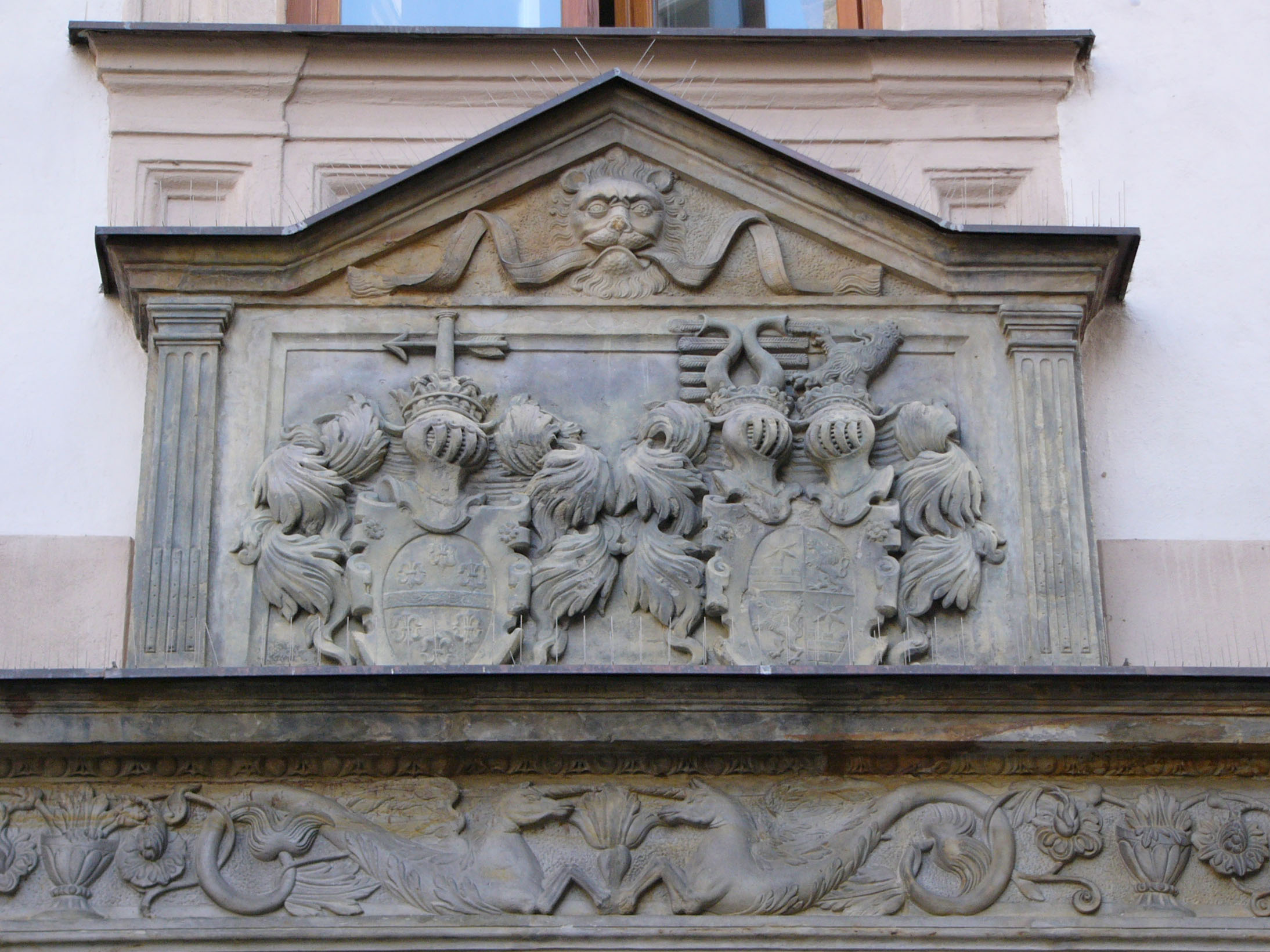
Vlevo erb pánů Bruntálských z Vrbna, vpravo erb náležící manželce hraběnce Kristině z Rogendorfu v Úzké ulici
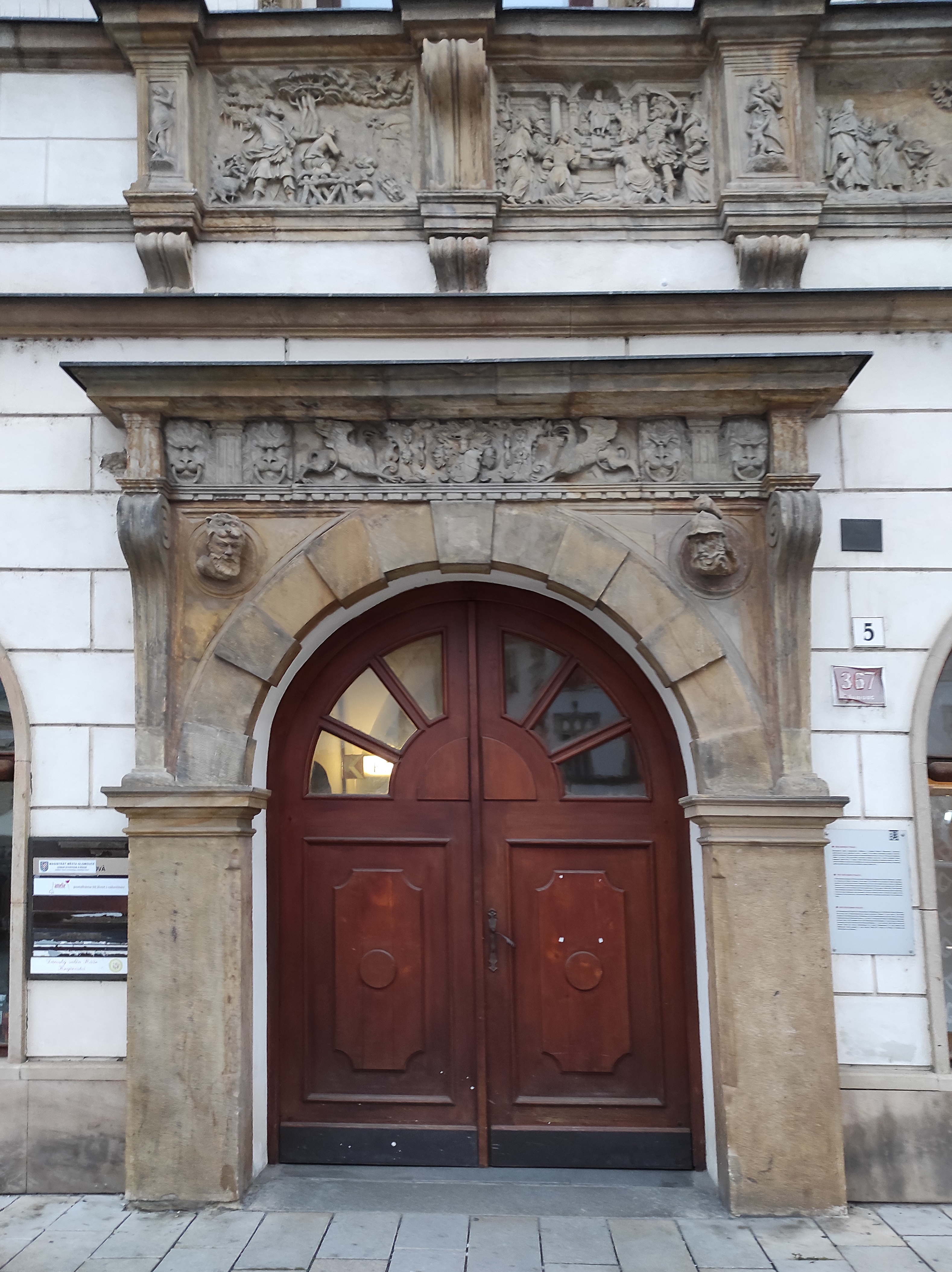
Renesanční portál, hlavní vstup z Horního náměstí